# Florentino Fernando Dias
Florentino Fernando Dias (Bissau, 6 de janeiro de 1983) é um advogado e político guineense , Secretário de Estado da Juventude e Desportos no executivo de Nuno Nabiam.

## Biografia
Licenciou-se em Direito pela Faculdade de Direito de Bissau, em 2007. Membro Permanente e Fundador do Conselho do Trabalho e Diálogo Social da União Económica Monetária Oeste Africana (UEMOA). Membro e fundador do Instituto Politécnico Academus. Foi nomeado pela primeira vez como Secretário de Estado de Transportes e Telecomunicações no executivo de Baciro Djá, que durou apenas 48 horas. Ocupou a função do Secretário de Estado da Juventude e Desportos no governo de Aristides Gomes, entre 2017/2018. Voltou a desempenhar a mesma função no  executivo liderado por Nuno Gomes Nabiam.